# Krzysztof Kokoryn
Krzysztof Kokoryn (ur. 1964 w Szczytnie) – polski malarz, filmowiec.
Ukończył studia na wydziale malarstwa warszawskiej ASP, uzyskał dyplom u profesora Rajmunda Ziemskiego (aneks z pracowni filmu animowanego u profesora Daniela Szczechury – film pt. "Tingiel Tangiel"). W 1993 roku na wystawie najlepszych dyplomów wyższych uczelni plastycznych otrzymał nagrodę w dziedzinie malarstwa i został wyróżniony na festiwalu filmów studenckich za film "Tingiel Tangiel". Dwa lata później na festiwalu filmów o sztuce w Zakopanem otrzymał nagrodę publiczności za dokument o Antonim Rząsie pt. "Boży Drwal". Nagradzany także na festiwalu wideoklipów Yach Film w Gdańsku: w 1999 i w 2000 roku za najlepszą animację (filmy pt. "Wzgórze" i "Zorro" dla zespołu Voo Voo), a w 2001 roku za najlepszy wideoklip dla dzieci (film pt. "Magiczna załoga" dla Yapy i Magicznej Załogi). 
Swoje obrazy wystawiał m.in. w Japonii, Waszyngtonie, Norymberdze. Jego najbardziej znane prace malarskie to: "Bar", "Duet", "Noc świętojańska", "Dziewczyna na czerwonym tle".
We wrześniu 2002 uczestniczył w akcji Klubu "Gaja" pt. "Graffiti dla pokoju". Projektuje plakaty (festiwal w Kazimierzu Dolnym Lato Filmów 1999, Festiwal Era Nowe Horyzonty w Cieszynie 2002 i 2003) i jest autorem logo odbywających się w Zakopanem Spotkań z Filmem Górskim.

## Wystawy malarstwa
- 1993 – Galeria Prezydenta Warszawy, Galeria Garbary (Poznań);
- 1994 – Kancelaria Basenbartz & Bartz w Warszawie;
- 1995 – Galeria Antoniego Rząsy (Zakopane);
- 1996 – Galeria Prezydenta Warszawy;
- 1997 – Galeria MDK (Lublin), Galeria Antoniego Rząsy (Zakopane);
- 1999 – Galeria Art (Warszawa);
- 2000 – Galeria Soho (Haga, Holandia), Galeria Wzgórze (Bielsko-Biała);
- 2001 – Galeria Antoniego Rząsy (Zakopane), Zamek w Janowcu, Galeria Art (Warszawa);
- 2002 – Galeria MOK (Suwałki), Piwnica na Celnej (Bielsko-Biała), Galeria Antoniego Rząsy (Zakopane), Galeria Przewiązka (Cieszyn), Wencel (Kraków);
- 2003 – Caffe Karma w Warszawie, Will Corp. (Tokio, Japonia);
- 2004 – Nevin Kelly Gallery (Waszyngton, USA);
- 2005 – Dom Krakowski (Norymberga, Niemcy), Caffe Karma w Warszawie.

## Filmy
- 1992 – "Tingiel Tangiel";
- 1994 – "Boży Drwal" (dokumentalny);
- 1995 – "Fabryka Bajek 1" (5 filmów animowanych na podstawie polskich bajek i legend);
- 1997 – "Fabryka Bajek 2" (4 filmy animowane na podstawie polskich bajek i legend);
- 1999 – "Wzgórze" (wideoklip) dla zespołu Voo Voo;
- 2001 – "Zorro" (wideoklip) dla zespołu Voo Voo, "Arterie" (wideoklip) dla zespołu Program;
- 2002 – "Kasztanki" (wideoklip) dla zespołu Voo Voo, "Magiczna Załoga" dla {Yapa|Yapy] i Magicznej Załogi, zwiastun filmowy festiwalu Era Nowe Horyzonty w Cieszynie;
- 2003 – zwiastun filmowy festiwalu Era Nowe Horyzonty w Cieszynie;
- 2004 – Spot reklamowy dla ONZ "Narzekacze", spot reklamowy dla Fundacji Świętego Mikołaja;
- 2005 – Dżingle dla TVP Kultura: "Narzekacz" i "Orkiestra w łódce".

## Inne
- 2007 – album Tischner - Trebunie Tutki + Voo Voo-nootki (obrazy i projekt graficzny)